# Kinesisk rödstjärt
Kinesisk rödstjärt (Phoenicurus hodgsoni) är en asiatisk fågel i familjen flugsnappare inom ordningen tättingar.

## Kännetecken

### Utseende
Kinesisk rödstjärt är med en kroppslängd på 15 cm en rätt stor rödstjärt. Hanen är mycket lik rödstjärten med rostfärgad undersida, vit panna, grå ovansida och svart strupe. Kinesisk rödstjärt är dock större, har smalare vitt pannband, den svarta strupen går även en bit ner på bröstet och ryggen har en mer blåaktig nyans. Honan är sotbrun ovan och grå under, därmed mycket lik hona svart rödstjärt, men har ett vitt område på buken och saknar helt rostorange anstrykning på buk och nedre flankerna.

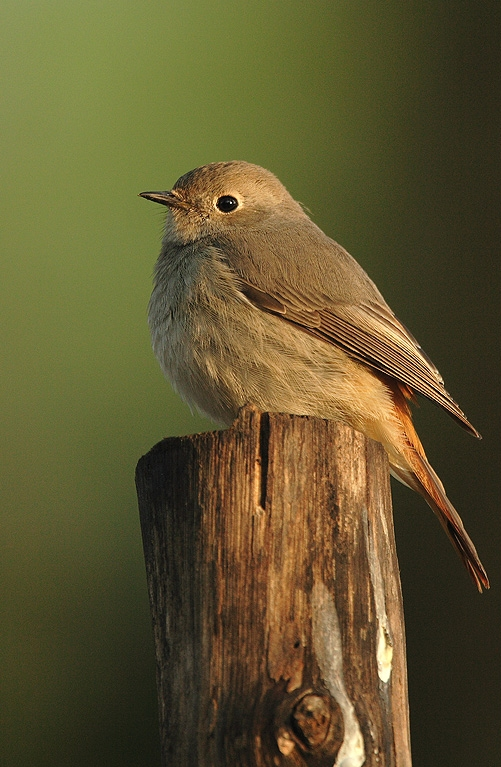
Hona kinesisk rödstjärt.

### Läten
Bland lätena hörs ett kort och skallrande "prit" och varnande "trrr" eller "tchurrr". Sången är en kort serie melodiska klirrande fraser uppblandat med torrare drillar och mer elektriska toner.

## Utbredning
Kinesisk rödstjärt är endemisk för Kina, där den förekommer på östra och sydöstra Tibetanska högplatån österut till centrala Kina (östra Qinghai, västra och södra Gansu och södra Shaanxi söderut till västra Sichuan och nordvästra Yunnan). Den har även häckat i Bhutan. Vintertid ses den i ett område från västra Nepal österut till östcentrala och södra Kina samt norra Myanmar.

## Systematik
Trots likheten med både rödstjärt och svart rödstjärt visar genetiska studier att kinesisk rödstjärt istället står närmast bergrödstjärten (Phoenicurus erythrogastrus). Dessa två är vidare systergrupp till den östasiatiska arten svartryggig rödstjärt (Phoenicurus auroreus). Kinesisk rödstjärt behandlas som monotypisk, det vill säga att den inte delas in i några underarter.

### Familjetillhörighet
Rödstjärtarna ansågs fram tills nyligen liksom bland andra stenskvättor, stentrastar och buskskvättor vara små trastar. DNA-studier visar dock att de är marklevande flugsnappare (Muscicapidae) och förs därför numera till den familjen.

## Levnadssätt
Kinesisk rödstjärt häckar i bergsskogar, buskmarker på öppen platå och alpängar på mellan 2700 och 3600 meters höjd, i undantagsfall upp till 4300 meter. Ofta hittas den på sluttningar med låga buskar och träd intill vattendrag. Vintertid ses den på lägre nivå i öppnare skog, odlingsbygd och steniga flodbäddar kantade av buskage, i Nepal ner till 760 meters höjd, i Bhutan till 500 meter. Födan består av insekter och bär som den fångar på marken men även i luften genom utfall från en sittplats. Fågeln häckar mellan maj och juli. Arten är en flyttfågel som anländer på häckplatser i Tibet i slutet av mars, i Kina i mitten av april.

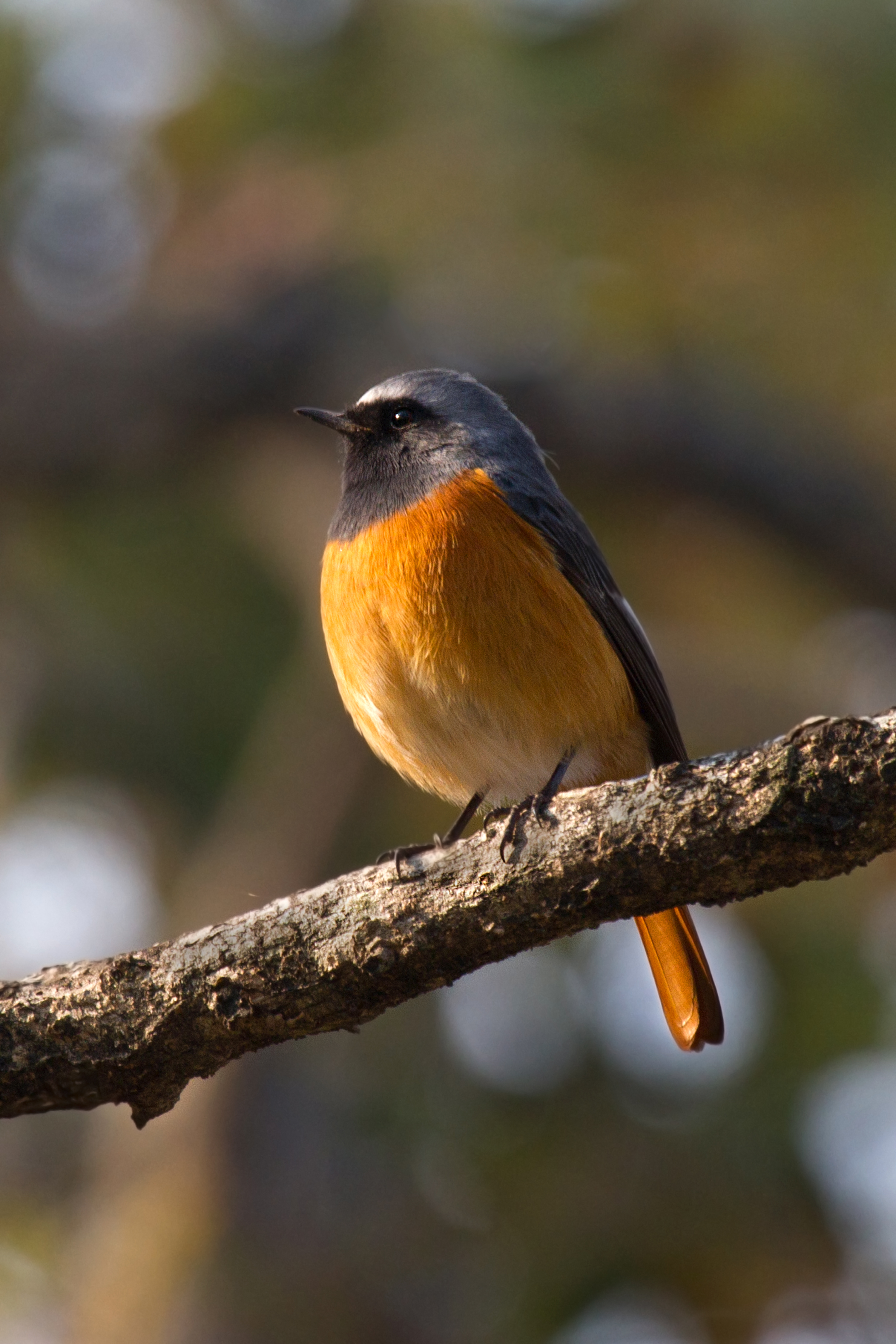
Hane.

## Status och hot
Arten har ett stort utbredningsområde, men tros minska i antal, dock inte tillräckligt kraftigt för att den ska betraktas som hotad. Internationella naturvårdsunionen IUCN listar arten som livskraftig (LC).

## Namn
Fågelns vetenskapliga artnamn hedrar Brian Houghton Hodgson (1800-1894), engelsk diplomat, etnolog och naturforskare boende i Nepal 1833-1844. Tidigare kallades den hodgsonrödstjärt eller Hodgsons rödstjärt även på svenska, men justerades 2023 till ett mer informativt namn av BirdLife Sveriges taxonomikommitté.